# ティマ・ファインガヌク
ティマ・ファインガヌク（Timma Fainga'anuku、2001年10月27日 - ）は、ジャパンラグビーリーグワンの日野レッドドルフィンズのラグビーユニオン選手。
レスター・ファインガアヌクの弟ティマ・ファインガアヌク（Tima Fainga'anuku、1997年生まれ）とは別人。

## 経歴
2022年10月、オーストラリアのメルボルン・レベルズのメンバーとして来日し、花園近鉄ライナーズ戦に控えで出場した。
2025年1月、オーストラリアのブランビーズ養成チームに所属。
2025年8月、ジャパンラグビーリーグワンの日野レッドドルフィンズに加入した。